# Seis Dias, Sete Noites
Six Days Seven Nights (Brasil: Seis Dias, Sete Noites / Portugal: 6 Dias, 7 Noites) é um filme estadunidense de 1998. O roteiro foi escrito por Michael Browning. O filme, filmado em Kauai, é dirigido por Ivan Reitman. É estrelado por Harrison Ford e Anne Heche. Foi lançado em 12 de junho de 1998.

## Resumo
Um piloto (Harrison Ford) de um pequeno avião mete-se numa aventura inesperada quando é contratado por uma executiva (Anne Heche) de sucesso para levá-lo ao Taiti.
Durante uma forte tempestade, ele é forçado a fazer uma aterragem de emergência numa ilha deserta, na mesma ilha acontece de tudo, são perseguidos por piratas do mar e finalmente apaixonam-se.

## Elenco
- Harrison Ford (Quinn Harris)
- Anne Heche (Robin Monroe)
- David Schwimmer (Frank Martin)
- Jacqueline Obradors (Angelica)
- Temuera Morrison (Jager)
- Allison Janney (Marjorie)
- Douglas Weston (Philippe)
- Cliff Curtis (Kip)
- Danny Trejo (Pierce)
- Ben Bode (Piloto do helicóptero)
- Derek Basco (Ricky)

## Recepção

### Crítica
O filme recebeu críticas contrárias e favoráveis. O filme tem 36% de críticas positivas no comentário de agregação site Rotten Tomatoes, baseado em 39 opiniões. Possui uma pontuação de 51% no Metacritic com base em opiniões de 23 críticos. Usuários do Yahoo! Movies dão ao filme um C+.